# Finlandiahuset

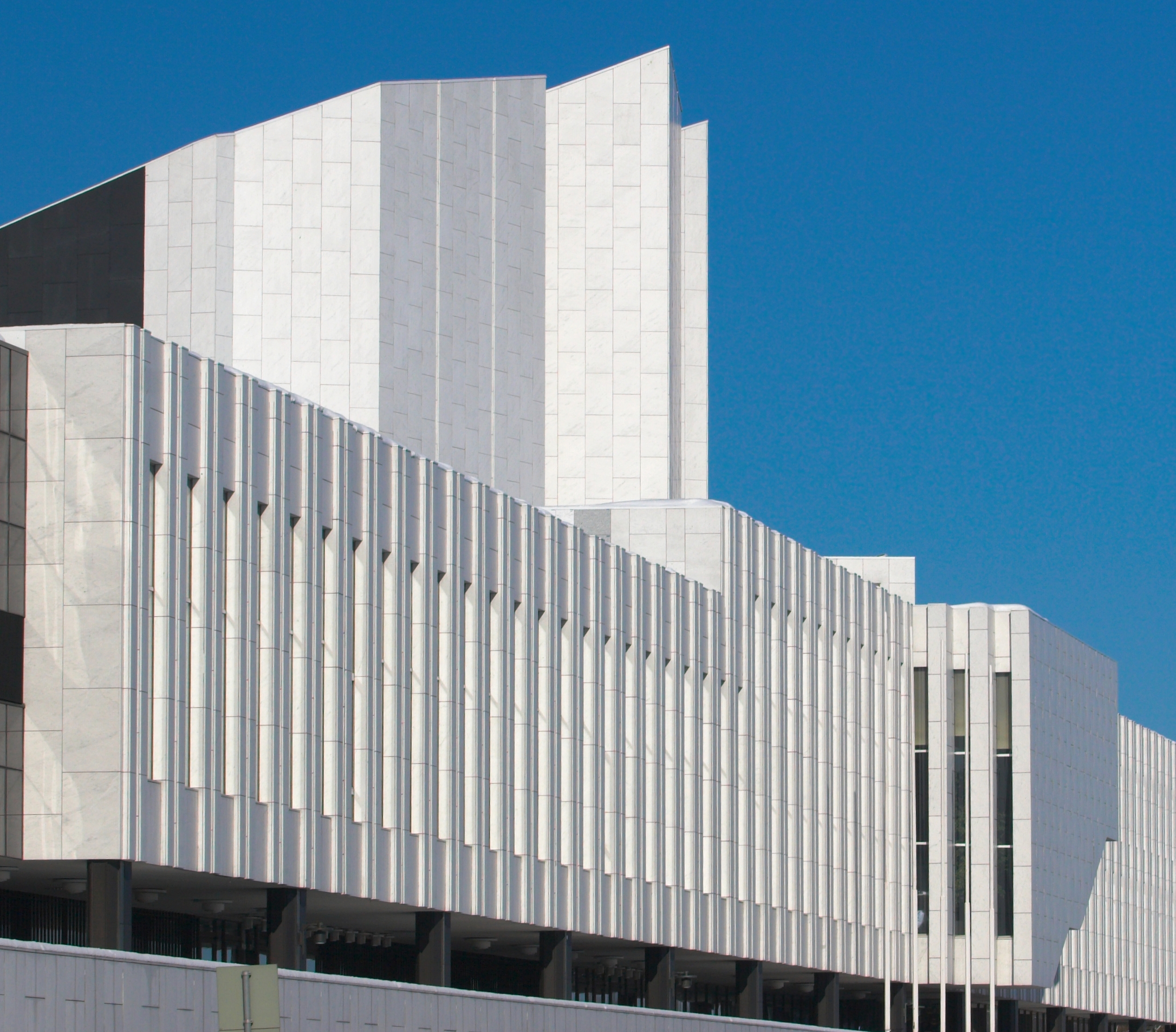
Finlandiahuset, 2006

Finlandiahuset (finska: Finlandia-talo) är ett konsert- och kongresshus vid Tölöviken i Helsingfors på Mannerheimvägen 13.  

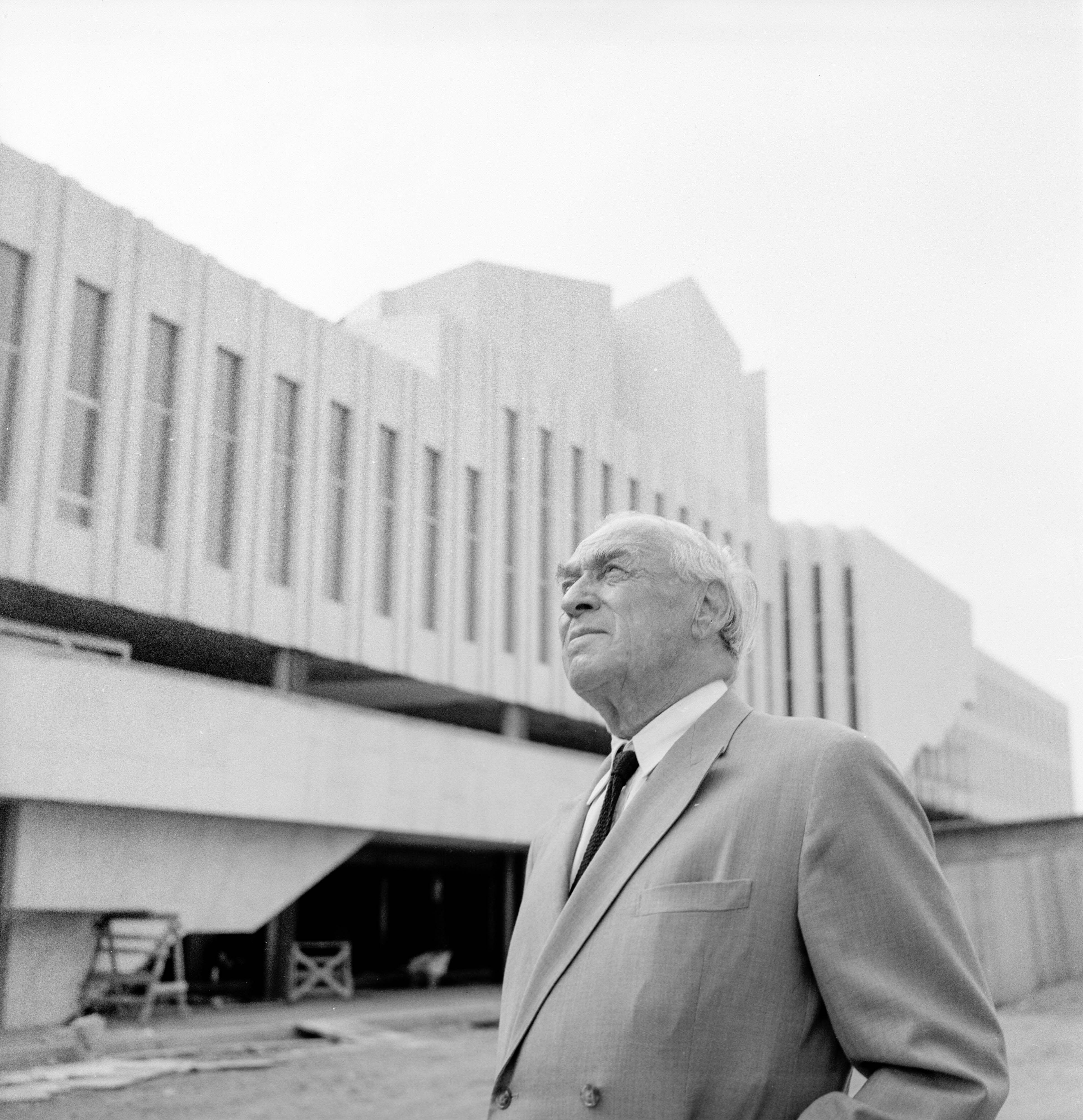
Arkitekten Alvar Aalto framför Finlandiahuset. Bild tagen 1971-1976 av författare Göran Schildt.

Byggnaden ritades av Alvar Aalto, mästaren i finsk modern arkitektur, en pionjär inom funktionalismen. Huset färdigställdes 1971.

## Arkitektur och design
Alvar Aalto fick i uppdrag av Helsingfors stad att planera ett konsert- och kongresshus, vilket skulle utgöra den första delen i en storstilad stadsplan för området kring Tölöviken, som Aalto hade presenterat 1961. Stadsplanen innehöll flera kulturbyggnader längs med vikens västra strand, men endast Finlandiahuset förverkligades. 
Byggnaden karaktäriseras av en lång byggnadsmassa, samt ett auditorium som skjuter upp ovanför den i övrigt horisontella taklinjen. Fasaden är täckt av marmor från Carrara i Italien, medan taket är gjort av koppar. Fönsterbågarna är tillverkade av teak. Marmor används även i interiören, tillsammans med detaljer i trä och keramik. I konsertsalen har man använt den vita marmorn, varvad med koboltblå väggar. 
Finlandiahuset lider av några konstruktionsfel och även materialproblem. För det första var de ursprungliga fasadskivorna av Carrara-marmor av olämplig kvalitet. Efter en tid började de förlora hållfasthet och bukta sig.  Konsertsalens akustik har också kritiserats som undermålig. Formen på konsertsalen – som Aalto tog från en klassisk grekisk amfiteater – passar bra för muntliga framföranden, men fungerar inte för stora konserter. Dessutom finns det lokala akustikproblem på vissa platser på de övre balkongerna. 

Under 1990-talet tvingades man byta ut de tre centimeter tjocka marmorskivorna från Carrara på fasaden, eftersom de inte längre hölls kvar. Man övervägde att använda vit, finsk granit, men Museiverket och Alvar Aalto-sällskapet kom fram till att detta strider mot byggnadens arkitektur.  

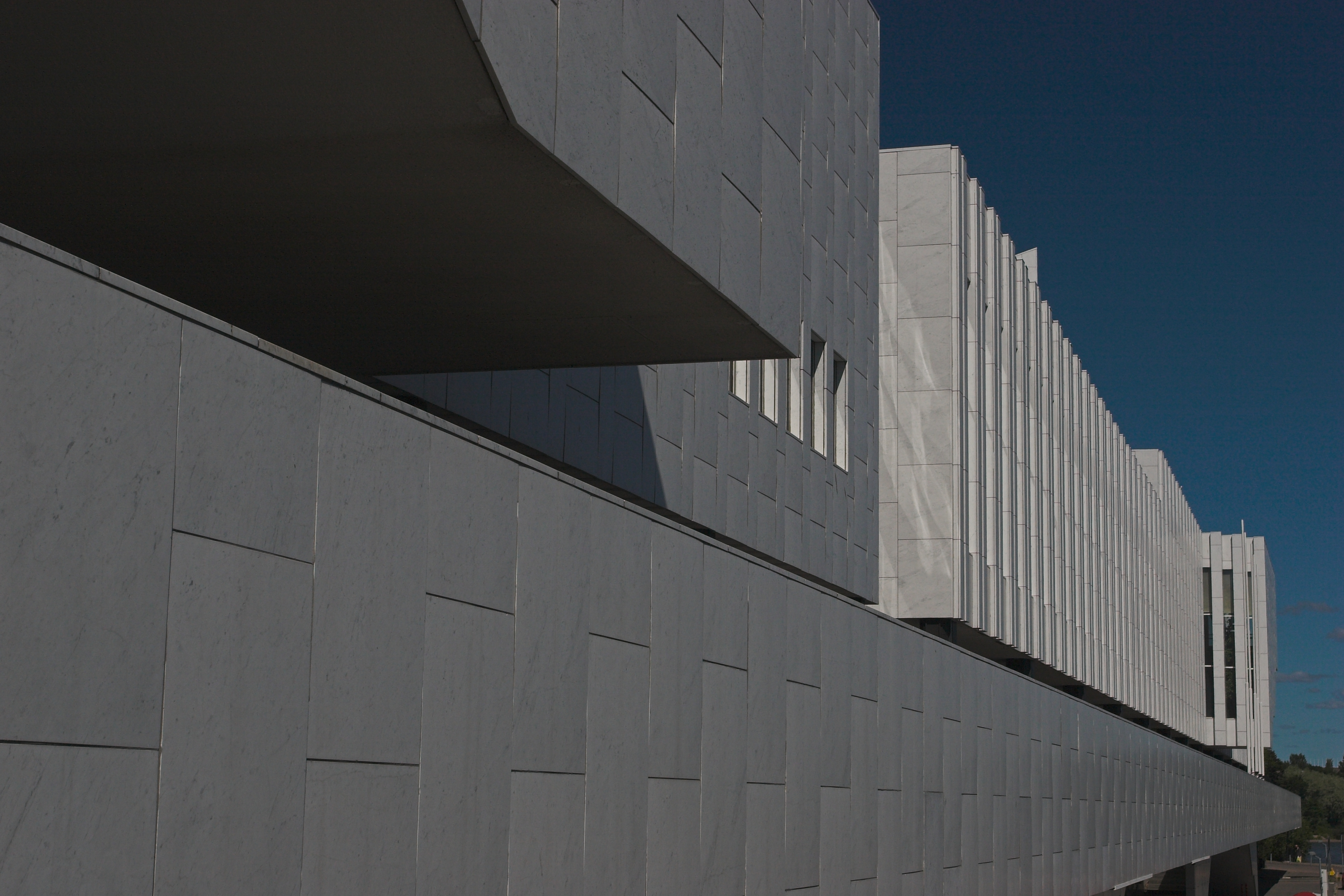
Finlandiahuset, 2006. I bildens nedre del syns de nya marmorplattorna uppsatta 1998, som redan börjat bågna och få en rundad form.

Nya, lite tjockare, carrara-skivor hade installerats färdigt 1998, men 2006 hade redan många av dem börjat bågna. Det finns även andra byggnader i Helsingfors som lider av samma problem med marmor – också de ritade av Alvar Aalto. Det är viktigt att ha klart för sig att problemet med buktande marmor inte har med klimatet att göra och de flesta marmorbyggnader världen över klarar sig riktigt bra. 2020 beslutades om att återigen byta marmor. Den nya är av typen Lasa Bianco Nuvolato från Sydtyrolen i Italien.
Finlandiahuset blev klart 1971 och man kunde hålla den första konserten 2 december 1971. Kongressflygeln, som hade ritats före själva konsertflygeln, öppnades 1975. Den öppnade strax före OSSE-toppmötet i Helsingfors 1975, då ledare från 32 länder besökte Helsingfors. Slutfördraget skrevs under i Finlandiahuset.

## Utrymmen
Konsertsalen har plats för 1700 åhörare och består av marmorbeklädda balkonger, koboltblå väggar och detaljer i trä. Det mindre auditoriet kan ta in 340 personer. Kongresshallen kan ta emot 450–900 personer beroende på arrangemang, och har utrustning för simultantolkning, samt utrymmen för press och etermedier.